# Dal pesce alla Luna
Dal pesce alla Luna è un album discografico di raccolta del gruppo musicale Radiodervish pubblicato nel 2012.

## Tracce
1. In fondo ai tuoi occhi (mix Roberto Vernetti)
2. Centro del mondo (feat. Noa)
3. L'esigenza
4. Erevan
5. L'immagine di te
6. Tu si na cosa grande
7. Beyond the Sea
8. La falena e la candela
9. Belzebù
10. Taci
11. Due soli
12. Gaza
13. Rosa di Turi
14. Sea Horses